# Foundation Award
Der Foundation Award ist ein Schweizer Architekturpreis für junge Architekturbüros, der jährlich vergeben wird.

## Geschichte
Der Foundation Award wird seit 2010 von der ComputerWorks AG an Schweizer Architekturbüros vergeben, die nicht älter als vier Jahre sind. Seit 2022 bewirbt man sich auf eine der Kategorien Gebautes Projekt, Ungebautes Projekt oder Innovationspreis. Die Preisträger werden von einer unabhängigen Jury ermittelt. Die Kategorien sind mit je Fr. 5000 dotiert, die Jury kann weitere Büros mit einer Nominierung auszeichnen. Diese Büros erhalten jeweils Fr. 500.

## Preisträger
- 2010: kit | architects eth sia gmbh, Zürich
- 2011: FELIPPI WYSSEN, Basel
- 2012: MJ2B Architekten AG, Murten
- 2013: Demuth Hagenmüller Architekten, Zürich; 2. Rang: Huber Waser Mühlebach Architekten, Luzern; 3. Rang: Thomas Schlichting Architetto, Lugano
- 2014: Focketyn del Rio studio, Basel; 2. Rang: camponovo baumgartner architekten, Zürich; 3. Rang: ATELIER HIRSCHBICHLER, Zürich
- 2015: Alder Clavuot Nunzi, Soglio; 2. Rang: G O A  Gerber Odermatt, Zürich; 3. Rang: Haltmeier Kister Architektur GmbH, Zürich
- 2016: JOM Architekten GmbH, Zürich; 2. Rang: Lilitt Bollinger, Basel; 3. Rang: Jaeger Koechlin, Basel
- 2018: Alma Maki, Basel; 2. Rang: KUMMER / SCHIESS Architekten MA ZFH, Zürich; 3. Rang: AM Architects, Luzern
- 2019: Studio Barrus, Zürich; 2. Rang: Leuthold von Meiss Architekten, Zürich; 3. Rang: luna productions gmbh, Deitingen
- 2020: TEN Studio, Zürich; 2. Rang: ruumfabrigg, Obstalden; 3. Rang: studio komaba, Zürich
- 2021: Comte/Meuwly, Zürich; 2. Rang: Solanellas Van Noten Meister, Zürich; 3. Rang: OEKOFACTA GmbH, Winterthur
- 2022: Nicht vergeben
- 2023: Kategorie „Gebautes Projekt“: Atelier Atlas Architektur GmbH, Basel, Céline Dietziker und Lukas Gruntz (Gewinner); Atelier Freienstein, GmbH, Glarus (Nominierung); studioser, Zürich (Nominierung); Kategorie „Ungebautes Projekt“: ARGE Thierry Vuattoux & David Moser mit Patrick Fischli-Boson (Ingenieur), Zürich (Gewinner); Studio Hammer GmbH, Basel (Nominierung); Atelier NU (Nominierung); Kategorie „Innovation“: ALLEN + CRIPPA (Gewinner); Samuel Jaccard (Nominierung)[1]
- 2024: Kategorie „Gebautes Projekt“: steigerspielmann gmbh, Atelier für Architektur, Luzern (Gewinner); Alias GmbH, Lorenza Donati, Antoine Berchier (Nominierung); Lengen Hajdarevic Architektur GmbH, Zürich (Nominierung); squadra (Nominierung); Kategorie „Ungebautes Projekt“: Studio Romano Tiedje Architektur, St. Gallen (Gewinner); detritus., Lausanne (Nominierung); Kategorie „Innovation“: Michel Kessler +, Zürich (Gewinner); Horkulak Kellner König, Zürich (Nominierung)[2]
- 2025: Kategorie „Gebautes Projekt“: Schneider Stoner Architects, Luven (Gewinner); Atelier Équilibre, Zürich (Nominierung); Charly Jolliet architectes, Fribourg (Nominierung); Kategorie „Ungebautes Projekt“: Atelier Anachron KLG, Zürich (Gewinner); Studio Urbaite, Zürich (Nominierung); Kategorie „Innovation“: Wirksam in, ARGE von BÖE® studio und Atelier Void, Zürich (Gewinner); Koya Architektur, Zürich und Basel (Nominierung)[3]